# Saur Saidowitsch Tarba
Saur Saidowitsch Tarba (russisch Заур Саидович Тарба; * 14. Mai 2003) ist ein russischer Fußballspieler abchasischer Abstammung.

## Karriere
Tarba begann seine Karriere bei ZSKA Moskau. Im Mai 2022 debütierte er gegen den FK Krasnodar für die Profis von ZSKA in der Premjer-Liga. Dies blieb sein einziger Einsatz für die Moskauer.
Im August 2022 wechselte der Mittelfeldspieler zum Zweitligisten Alanija Wladikawkas.

## Persönliches
Sein Vater Said (* 1968) war ebenfalls Fußballspieler.